# سینه‌سرخ صورت‌سفید
سینه‌سرخ صورت‌سفید (نام علمی: Tregellasia leucops) نام یک گونه از سرده سینه‌سرخ‌های روشن است.